# Tasmanogobius lasti
Tasmanogobius lasti é uma espécie de peixe da família Gobiidae e da ordem Perciformes.

## Morfologia
- Os machos podem atingir 5,5 cm de comprimento total.
- Barbatana caudal arredondada.[4][5]

## Habitat
É um peixe de clima subtropical e demersal.

## Distribuição geográfica
É encontrado no Sul da Austrália.

## Observações
É inofensivo para os humanos.